# Grebo-Värna församling
Grebo-Värna församling var en församling i Linköpings stift inom Svenska kyrkan. Församlingen ingick i Åtvids pastorat och låg i Åtvidabergs kommun i Östergötlands län.
Befolkningen i församlingen var 2006 1 719 invånare.

## Administrativ historik
Församlingen bildades den 1 januari 2006 genom sammanslagning av Grebo församling och Värna församling. 1 januari 2010 uppgick församlingen i Åtvids församling. Församlingen ingick i Åtvids pastorat.
Församlingskod var 056102.

## Kyrkor
- Grebo kyrka
- Värna kyrka